# Chistikovia
Chistikovia is een geslacht van tandschelpen uit de  familie van de Wemersoniellidae.

## Soorten
- Chistikovia atlantica V. Scarabino & F. Scarabino, 2011
- Chistikovia kermadecae Scarabino, 1995